# الدورث
الدورث (به انگلیسی: Aldworth) یک روستا و محله مدنی در بریتانیا است که در وست برکشر واقع شده‌است. الدورث ۹٫۰۶ کیلومتر مربع مساحت و ۲۹۶ نفر جمعیت دارد.